# Everwijnsgoed

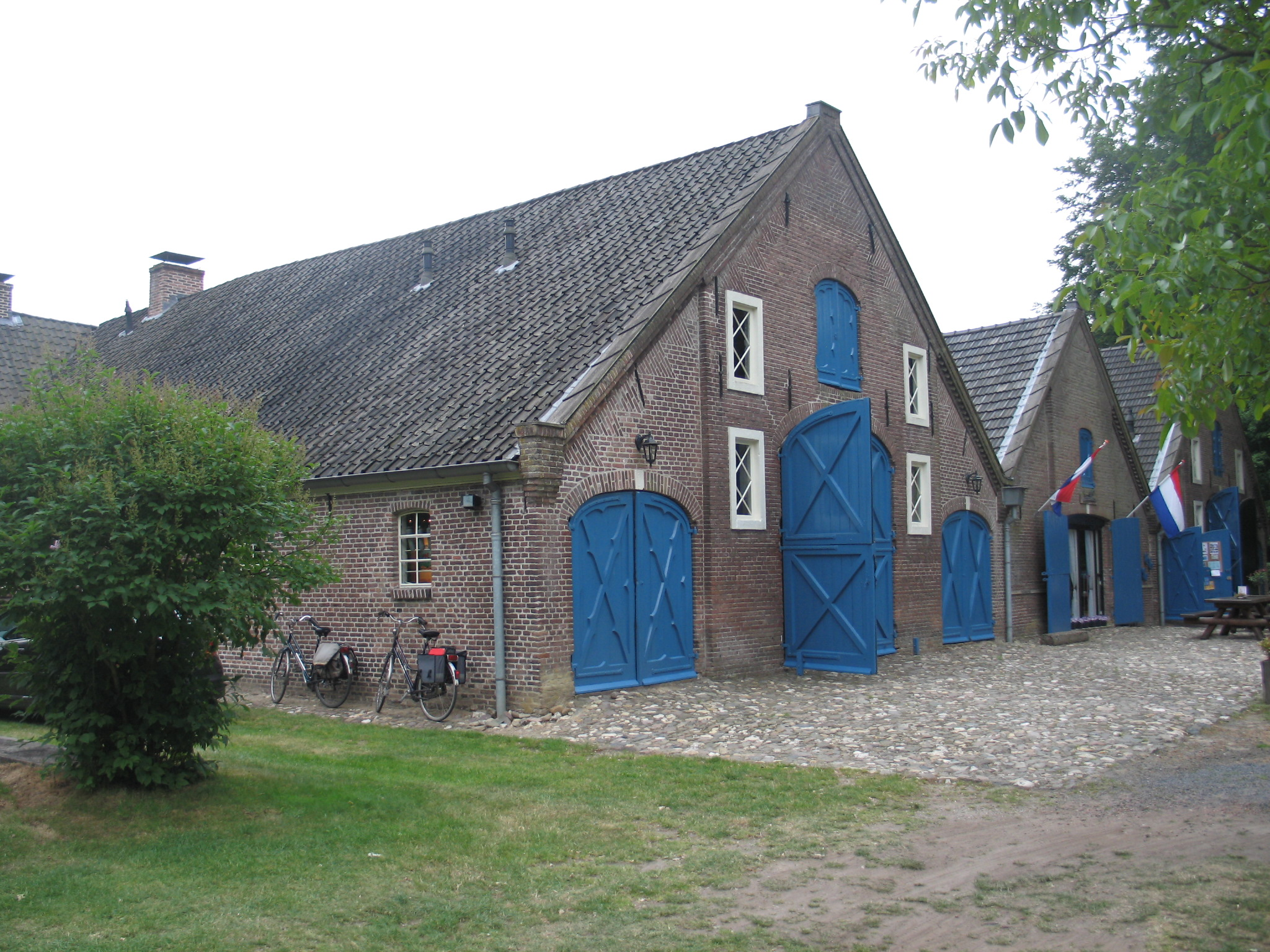
Everwijnsgoed

Everwijnsgoed  is een oude boerderij in Renkum waarin nu een restaurant en evenementslocatie is gevestigd. De boerderij is centraal gelegen in het midden van het Renkums beekdal en maakt onderdeel uit van landgoed Keijenberg. 
Sinds 2021 wordt de locatie Beekdalhoeve genoemd.
De boerderij betreft een T-boerderij en werd later uitgebreid met twee schuren; een staaltje van landelijke bouwkunst met goed uitgevoerd metselwerk en ellipsvormige bogen boven de deuren.

## Geschiedenis
Op kaarten komt de boerderij al voor sinds 1627. Everwijnsgoed wordt echter vooral genoemd in de diverse eigendomstransacties omtrent landgoed Quadenoord. In 1791 wordt de boerderij genoemd bestaande uit een huis, hof, twee schaapskotten, een akker over de Oliemolenbeek en het weitje daarnaast.
Behorende bij de boerderij wordt ook genoemd “de afgebrande molen” wat impliceert dat een watermolen in werking was aan de Halveradsbeek die direct langs de boerderij stroomt. De Halveradsbeek wordt ook wel de “afgebrande beek”  genoemd vanwege een afgebrande watermolen, wat wellicht de eerdergenoemde molen betreft. Omdat de gevelsteen in de boerderij het jaartal 1791 vermeldt is wellicht de gehele boerderij destijds verbrand. Uit de annalen is in ieder geval bekend dat in 1805 jonkheer C. de Munter, destijds eigenaar van landgoed Keijenberg, de boerderij herbouwde, mogelijk als gevolg van de eerder genoemde brand.
Uiteindelijk is de boerderij in 1997 in eigendom gekomen van Stichting Monument Everwijnsgoed die de boerderij exploiteert.